# Camino Real Honda-Santa Fe de Bogotá
El Camino Real de Santa Fe - Honda fue una ruta comercial abierta en época española de 155 kilómetros de longitud, que iba desde Bogotá al puerto fluvial de Honda, en el río Magdalena, en uso desde el siglo XVI al XX. Pasa por los municipios de Facatativá, Albán, Villeta y Guaduas. Actualmente es el camino mejor conservado en la geografía colombiana y el más representativo por su importancia histórica.

## Historia
Hasta mediados del siglo XVI, el principal camino hacia el interior del Nuevo Reino de Granada lo constituía el camino de Vélez al río Magdalena. El comercio de oro y joyas en la zona de Magdalena se realizaba por los pueblos cercanos a través de los cuatro caminos abiertos por los Quimbayas. Los chibchas habían abierto los pasos a hacia Tunja, Sogamoso, Duitama o Bogotá, además de tener otros caminos que alcanzaban a llegar hasta Neiva y los Llanos Orientales. Los caminos a Santa Fe de Bogotá tenían que salvar montañas y la sabana bogotana, quedando impracticables en invierno por el barro y las avalanchas de lodo.
La población portuaria de Honda, fundada en 1560, supuso la creación de un cruce de caminos para el tránsito con el interior. Las obras del nuevo Camino Real de 155 kilómetros fueron encomendadas en 1553 por la Real Audiencia de Santafé de Bogotá a Alonso de Olalla y Hernando de Alcocer. El acuerdo comprendía el cobro de un peaje por su uso para la contribución de los usuarios a la construcción de este moderno camino de herradura.Se trató de una obra de importante complejidad por la orografía del terreno, con un trazado que discurría por cordilleras, la sabana bogotana, cañadas o valles. En algunos casos se emplearon los trazados previos de caminos indígenas, mientras que en otros se siguieron trazados alternativos y empedrados que permitieran el uso de animales de tiro.En cuanto a la técnica constructiva, se han identificado excavaciones en el terreno y los otros sobre la superficie, sobre los caminos que ya existían, con muros de contención hacia los lados. Los materiales utilizados siempre fueron los mismos piedras grandes en la base, piedras más pequeñas a modo de filtros de agua y de capa de soporte y lozas con pendiente en la parte superior para un acabado más pulcro.Se mantuvo el uso del transporte fluvial por el río Magdalena con canoas indígenas, de 10 metros por medio metro, idóneas para la región.
Con la apertura del Camino Real, el trayecto desde los puertos marítimos de Santa Marta o Cartagena a Bogotá se redujo en tiempo hasta los veinte días. El camino favoreció el comercio y el transporte, así como la vertebración económica, política, cultural y social del territorio del siglo XVI al XX, siendo de uso obligado para llegar a Santa Fe de Bogotá.Entre los testimonios sobre este Camino Real se encuentra el del viaje de José Celestino Mutis que, para ocupar el cargo de médico del virrey de Nueva Granda, llegó a desde Cádiz a Cartagena, «desde donde se embarcó por el río Magdalena hasta el puerto de Honda, de allí debió ascender por la Cordillera Oriental hasta encontrar la sabana de Bogotá».
El Camino Real Honda-Bogotá era considerado el sendero más moderno durante los siglos XVII, XVIII y XIX. Además, los ingresos que obtenían las poblaciones que atravesaba el camino por derechos de paso contribuían a que éstas financiaran el propio mantenimiento del Camino Real. Fue empleado durante todas las épocas históricas modernas de Colombia, desde la época del virreinato de Nueva Granada a la Colombia independiente.
En la actualidad existen dos caminos de Bogotá a Honda, que son la ruta Bogotá-El Rosal-La Vega-Villeta-Guaduas-Honda, y la Bogotá-Mosquera-Madrid-Facatativá-Albán-Sasaima-Villeta-Guaduas-Honda.
Existen proyectos, como la ruta Celestino Mutis, para la puesta en valor del Camino Real como recurso turístico y cultura para diversificar e impulsar la economía regional, especialmente de la población de Honda.